# مستر 5
مستر 5 أو جيم (بالإنجليزية:Gem of the Border) هو أحد شخصيات انمي ومانغا ون بيس ، وهو أحد ضباط منظمة الباروك وركس ، هو ومساعدته مس فالنتاين، يعمل الآن كرجل إطفاء في مقهى سبايدر الجديد جنبًا إلى جنب مع معظم زملائه السابقين. 

## مظهره
مستر 5 هو رجل طويل ، ذو بشرة داكنة ، وشعره أسود مموج وقصير شائك. يرتدي معطفاً بني اللون مع ربطة عنق وردية وزوج من النظارات الشمسية ، يظهر رقم 5 على ملابسه وجسده. وهذا الرقم موشوم أيضًا على كتفه الأيمن. 

## شخصيته
مثل بقية الأعضاء، يعتقد مستر 5 بان الصداقة ليست مهمة وانها دليل على الضعف، ولكنه يظهر بعض الاحترام لمساعدته في العمل مس فالنتاين كزميلة، ولم يغضب منها كابقية موضفي الباروك وركس مثل مستر 3 حتى بعد هزيمته في وسكي بيك، وكذلك مستر 5 احمق قليلا ودائما لا يدرك الوقت ويضيع طاقة فاكهة الشيطان الخاصة به 

وهو أيضا عصبي وذلك بعد أن هاجم كارو لأنه لم يطيع اوامره وينادي فيفي، وهاجم لوفي بقوة، وقام بتدمير العملاق بروغي بسبب ازعاجه الكثير، وحاول أيضا قتل اوسوب بسبب ازعاجه له.

## قدراته
كبقية موظفي الباروك، يمتلك مستر 5 قدراة جسدية قوية تجعله يصبح أحد اقوى موضفي الباروك، وأحد ضباطها وقد كان هو اولهم ظهورا، ولكنه يضيع قوته ويستخف بأعدائه.ومع ذلك ، فهو لا يخلو من العيوب ، لأنه يميل إلى المبالغة في تقدير قدراته والتقليل من قدرات خصومه.

### فاكهة الشيطان
يمتلك مستر 5 قوة فاكهة الشيطان وهي فاكهة المتفجرات، تساعده في إطلاق طلقات متفجرة وقوية، ويمكنه تفجير جميع أجزاء جسمه وكأنه قنبلة، ولكنه يضيع قوته، والغريب بالأمر ان مستر 5 يمتلك طاقة تمكنه من هزيمة مستر 4 و مستر 3 و مستر 2 بكل سهولة لكن شخصيته ضعيفة.

### أسلحته
يستخدم مستر 5 طراز جديد من المسدس  Flintlock .44 Caliber 6 Shot Revolver والذي أحضره من محيط في البحر الأزرق  ويتمتع بقدرات إطلاق نار سريعة. يفضل مستر 5 استخدام هذا السلاح في المواقف الصعبة فقط . يطلق المسدس رصاصات متفجرة خارقة تتمكن من تدمير مباني عملاقة بسهولة، مستر 5 بارع جدا في القنص حيث تمكن من رؤية اوسوب في غابة جزيرة ليتل جاردين وتدمير الغابة.

## تاريخه

### ماضيه
لقد انضم مستر 5 إلى الباروك وركس و كان عضوا بارزا مع قوة المتفجرات الخاصة به، ولم يتمكن أحد من مجاراته إلى أن التقى قراصنة قبعة القش ، و لم يفشل في أي مهمة قط.

### في وسكي بيك
لقد وصل مستر 5 و مساعدته مس فالينتاين إلى جزيرة أو قرية وسكي بيك، وذلك بأمر تلاقاه من مستر0 ، و لكنهما وصلا متئخران، وذلك بسبب مستر 8 أو سيد إيكارام ومساعدته مس ودنزداي (أميرة آلباستا فيفي) و مستر 9 و مس موندي قد خالفوا الأوامر ويجب محاسبتهم، وقد تمكن مستر 5 من تفجير كل من مستر 8 و مستر 9 و مس مونداي بسهولة مع مساعدته مس فالينتاين، وأطلق رصاصة متفجرة على فيفي ولكن تدخل زورو و تمكن من تقطيع الرصاصة وحماية فيفي 

و قد حدث نزاع بين مستر 5 و مساعدته ومع زورو بأنه لم يكن هدفهم، وقد تدخل لوفي وكان غاضب من زورو وقام بمهاجمته مما جعل زورو يرد الهجمة وحاول مستر 5 و مس فالنتاين التدخل ولكنهما تعرضا لضربة قوية من زورو ولوفي، وحاولت فالنتاين مهاجمة زورو ولكنه صدها بسهولة، ولكن أستمر قتال لوفي وزورو.

### في الليتل جاردين
لاحقا التقى كل من مستر 5 و فالنتاين بمستر 3 و مساعدته مس غولدين داي، وأخبرهم مستر 3 بأن هناك مكافأة مالية على العملاقين دوري وبروغي قدرها 100،000،000 بيلي لكل منهما، ونفذوا خطة لجعل لوفي ودوري يصبحان عدوان لمعرفة قوة لوفي

و قد جعلوا برميل يتفجر على دوري عندما كان يحاول شرب الماء، ليتمكنوا من هزيمة لوفي بسهولة مع اوسوب، واخذوا فيفي لمستر 3 ، و جعلوا فيفي، زورو و نامي يتحولون إلى شمع بفضل قوة مستر 3 الخاصة، ولكنهم تفاجئوا بعودة لوفي واوسوب إلى القتال، وقام اوسوب ليواجه مستر 5

و بعد أن تعب مستر 5 من لاحاق أوسوب اظهر مسدسه الخاص وقام بإطلاق الطلقات المتفجرة ودمر الغابة على رأس أوسوب، وقد حاول العملاق بروغي تكسير الشمع الذي صنعه مستر 3 و لكن قام مستر 5 بهزيمة بروغي بثواني بطريقة مذهلة اثارت غضب مستر 3 ، و تمكن بعدها أوسوب من حرق منصة الشمع وتحرير زورو ونامي و فيفي، وحاول مستر 5 مهاجمة اوسوب لولا تدخل زورو وتنفيذ حركة ياكي أوني جيري (أوني جيري نارية) و ذلك بسبب ان زورو كان تحت الشمع واحترق الشمع وقام بتنفيذها وقضى على مستر 5.

## المعارك
- مستر 5 ضد مستر 9

- مستر 5 ضد مس مانداي

- مستر 5 و مس فالنتاين ضد مونكي دي لوفي و رورونوا زورو

- مستر 5 و مس فالنتاين ضد اوسوب و فيفي

- مستر 5 و مس فالينتاين ضد اوسوب وكاور

- مستر 5 ضد زورو